# 라 파카

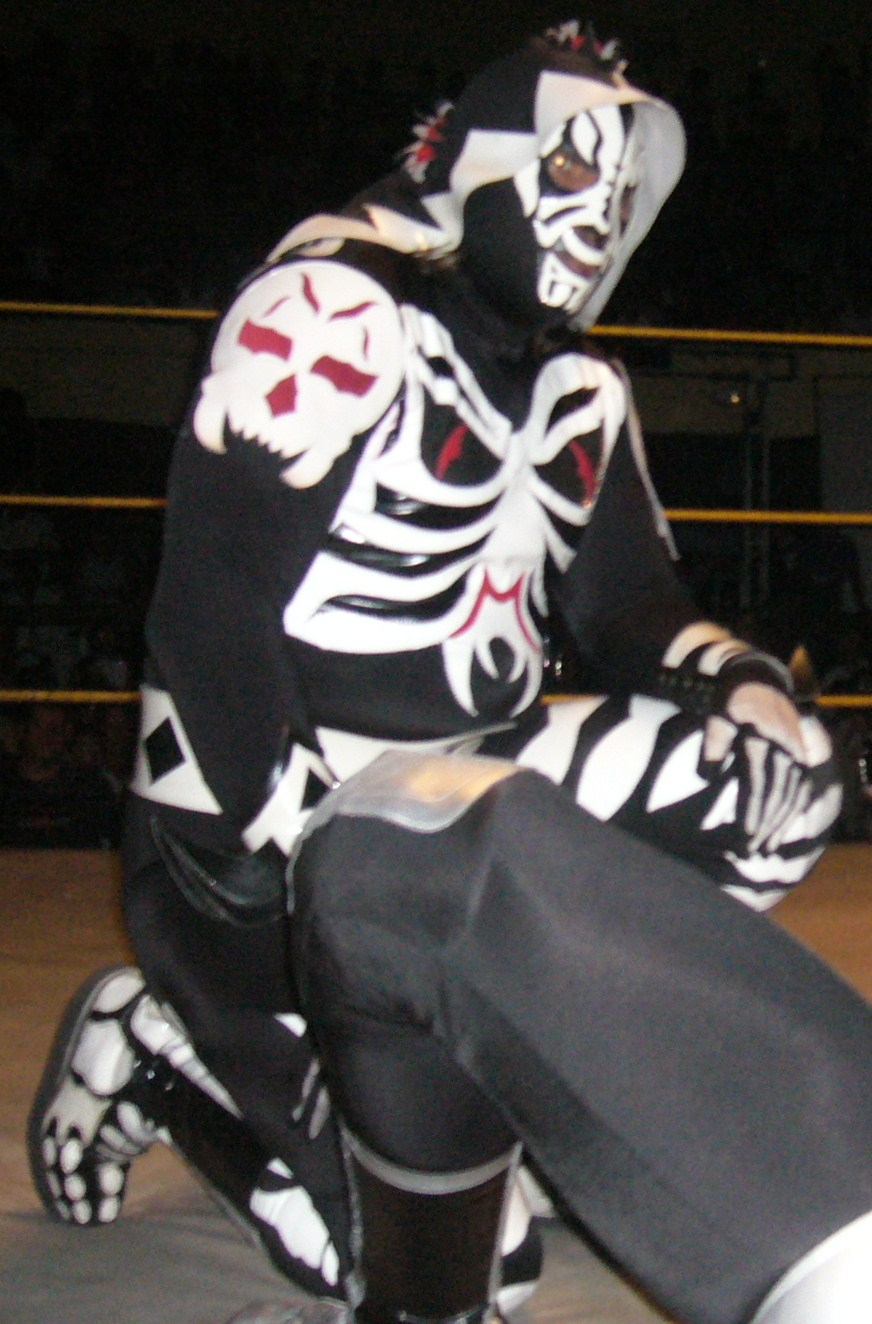

 라 파카(La Parka) 1965년 11월 14일 ~ 은 멕시코의 프로 레슬러다. 그를 페러디한 레슬러는 라 파르키타가 있다.

## 신체
- 6 ft 1 in (1.85 m)

- 221 lb (100 kg)